# Lagoa Grande do Maranhão
Lagoa Grande do Maranhão is een gemeente in de Braziliaanse deelstaat Maranhão. De gemeente telt 9.363 inwoners (schatting 2009).